# Sanityzacja
Sanityzacja – proces dążący do eliminacji możliwie dużej liczby mikroorganizmów na przedmiotach codziennego użytku, powierzchniach płaskich itp. w gospodarstwie domowym i miejscach publicznych. Sanityzację przeprowadza się za pomocą zwykłych środków myjących. Proces ten nie daje gwarancji jałowości czyszczonego obiektu. W najbliższej przyszłości nanopowłoki ze srebrem, miedzią i TiO2 mogą zastąpić standardowe środki sanityzujące. Srebro nie wymaga dostępu światła w przeciwieństwie do nano ditlenku tytanu, który w procesie fotokatalizy wykazuje właściwości sanityzujące, dezodoryzujące i samoczyszczące.